# Joan Lucas i Masjoan
Joan Lucas i Masjoan (Barcelona, 1924 - 2001) 
La seva incorporació al Consell Nacional Català (CNC), des de Suïssa -Wettingen-, va comportar un gran pas endavant. Coincidia quan Miquel Ferrer Sanxis tornava a Catalunya i Josep Maria Batista i Roca es feia càrrec de la Secretaria. D'una banda va permetre cohesionar els catalans actius d'aquell país i alhora reforçar llaços amb l'interior, on Joan Lucas es desplaçava en els espais de temps lliure de la seva feina.
Utilitzava el pseudònim d'Antoni Llluc per accions clandestines en uns temps de repressió i molt difícils per Catalunya i els qui defensaven els seus drets nacionals.
Amb Ramon Arrufat i Arrufat com a millor contacte amb la resistència nacionalista més radical. Era home fet per a l'acció, discret, però concret i expeditiu. A Suïssa presidí Casa Nostra i va ser puntual sòlid del CNC, i President fins al seu traspàs.
Un cop tornà de l'exili col·laborà molt estretament amb Carles Muñoz Espinalt, i amb Carles Camins i Giménez.
A l'exili, organitzà el primer homenatge al bisbe i cardenal Vidal i Barraquer, malgrat tots els impediments i obstacles que va fer el dictador Francisco Franco perquè no es realitzés.